# Holubovití
Holubovití (Columbidae) je rozsáhlá skupina ptáků čítající až 310 druhů, žijících po celém světě, až na Antarktidu a několik ostrovů.
Většina holubů žije na území Asie a Austrálie, kde se vyskytují v mnoha krásně vybarvených variacích. V Česku je nejhojnějším druhem z čeledi holubovití holub domácí, ale hojná je v České republice také hrdlička zahradní nebo holub hřivnáč, méně hrdlička divoká a nejméně holub doupňák.

## Popis
Někteří holubi dorůstají velikosti vrabce, jiní skoro krocana. Většina holubů má husté opeření a zavalitou mohutnou postavu a poměrně malou hlavu. Většinou se od sebe samec a samice neliší, jen někdy je samec jinak zbarven.

## Způsob života
Holubi mají zvláštní fenomén, spojovaný s rozmnožováním. Ve voleti vytvoří „tvaroh“, kterým krmí rodiče mláďata v prvních dnech jejich života. Tato výživná hmota má vysoký obsah bílkovin a tuku a voní jako sýr. Obvykle holubice snáší 1–2 vejce do vzdušného, ale přesto účelného hnízda, které staví z větví.
Mnoho holubů tráví většinu svého života na stromech a žere semena, plody, výhonky a jiný rostlinný materiál. Také někteří zemní holubi se živí na tímto způsobem. Holubi skvěle létají a mají výborný orientační smysl, který jim umožňuje, aby se vraceli „domů“ i z velkých vzdáleností.

## Holubovití v Česku

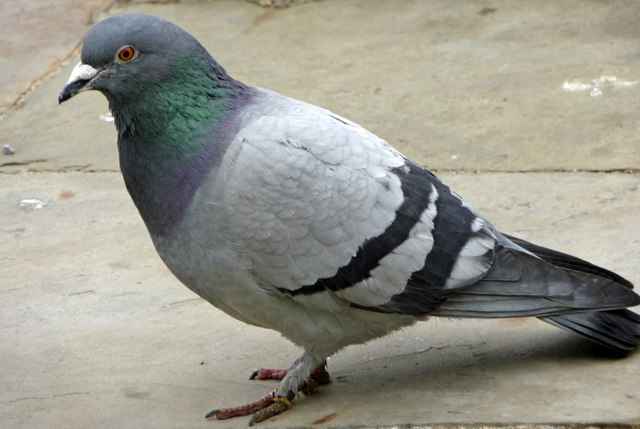
holub domácí
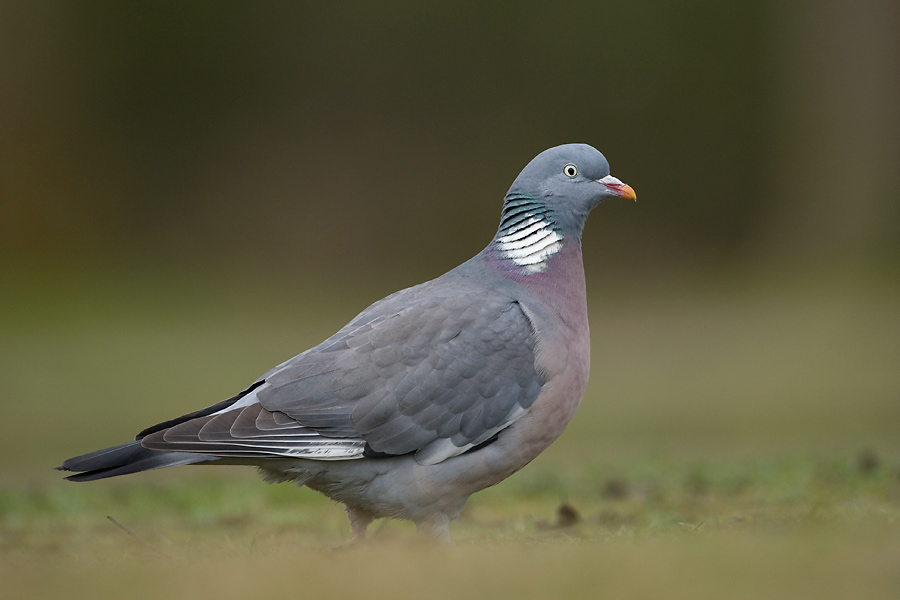
holub hřivnáč
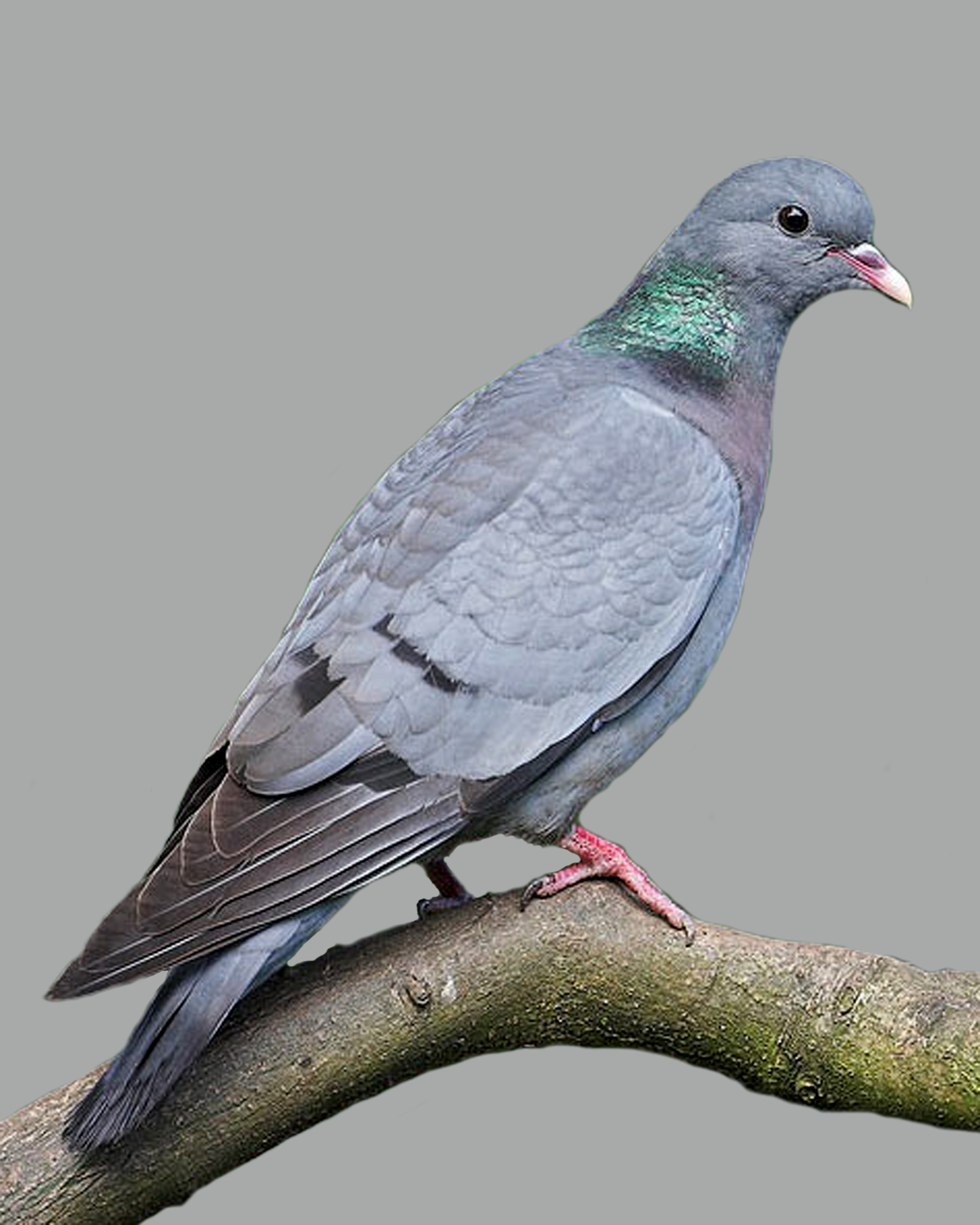
holub doupňák
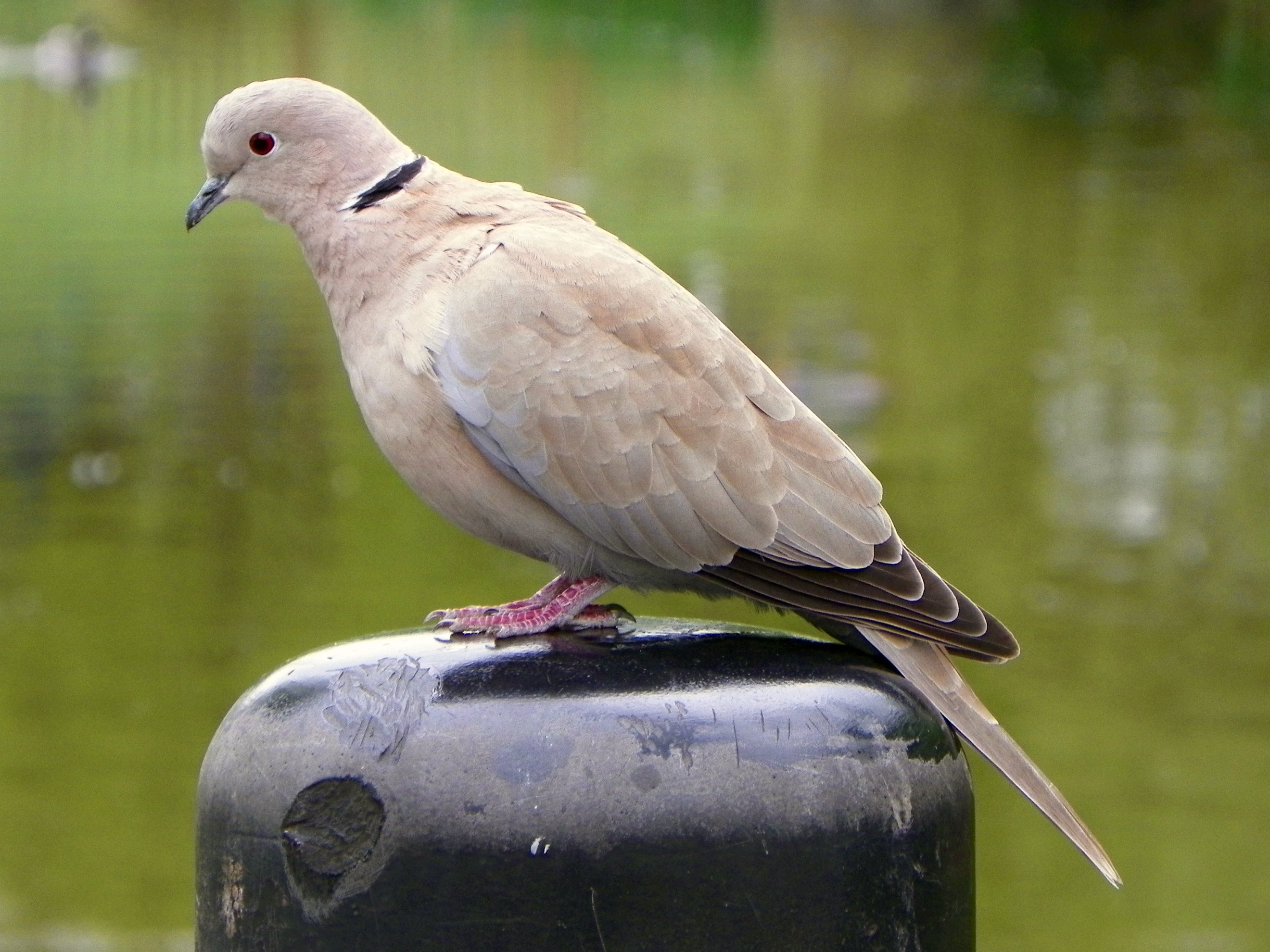
hrdlička zahradní
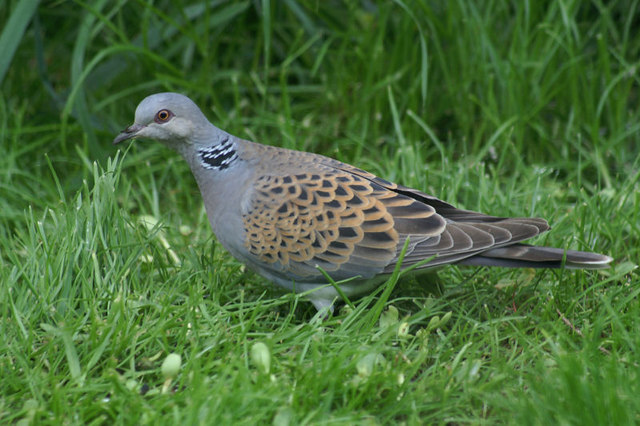
hrdlička divoká

## Fotogalerie

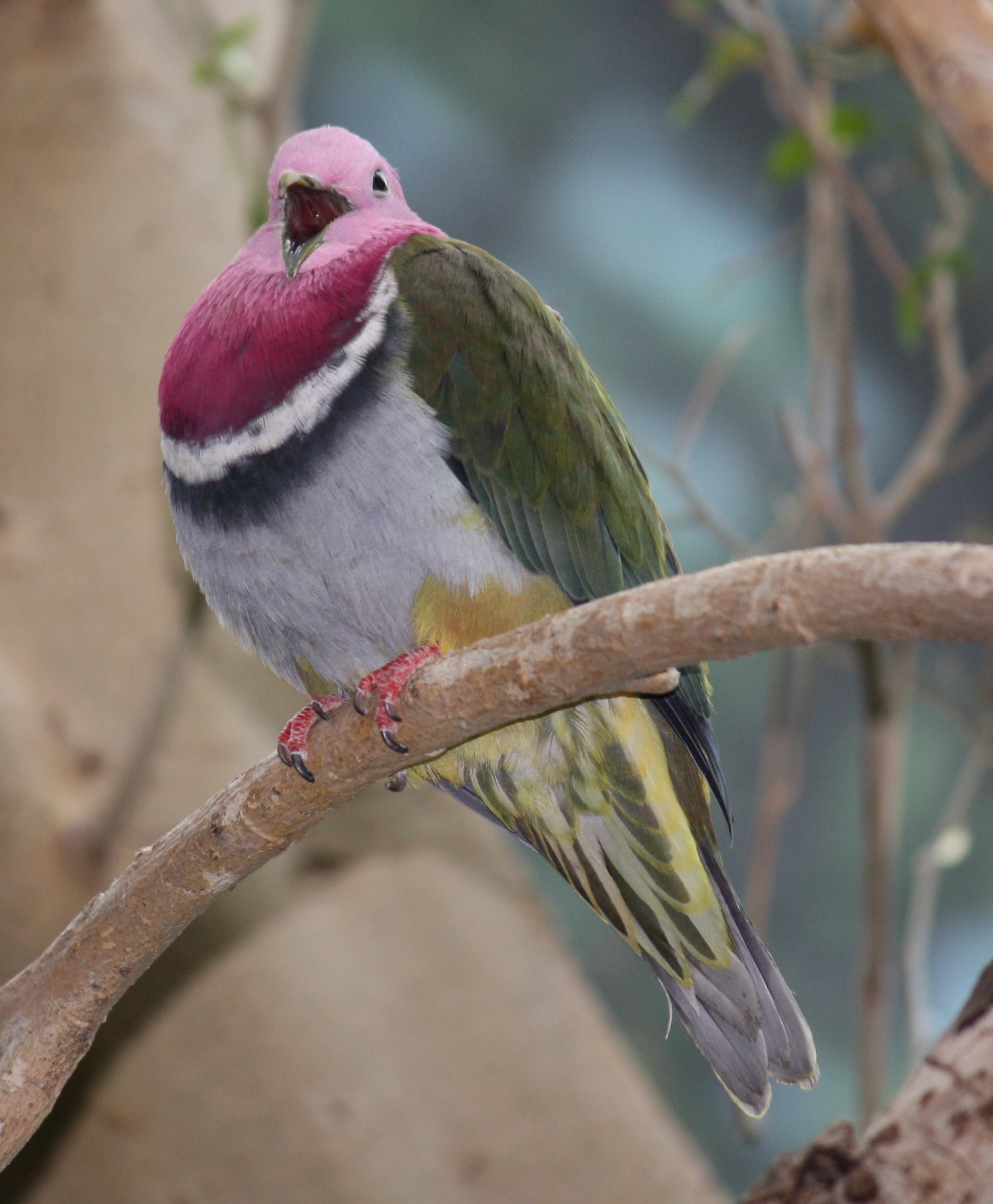
Holub vínokrký
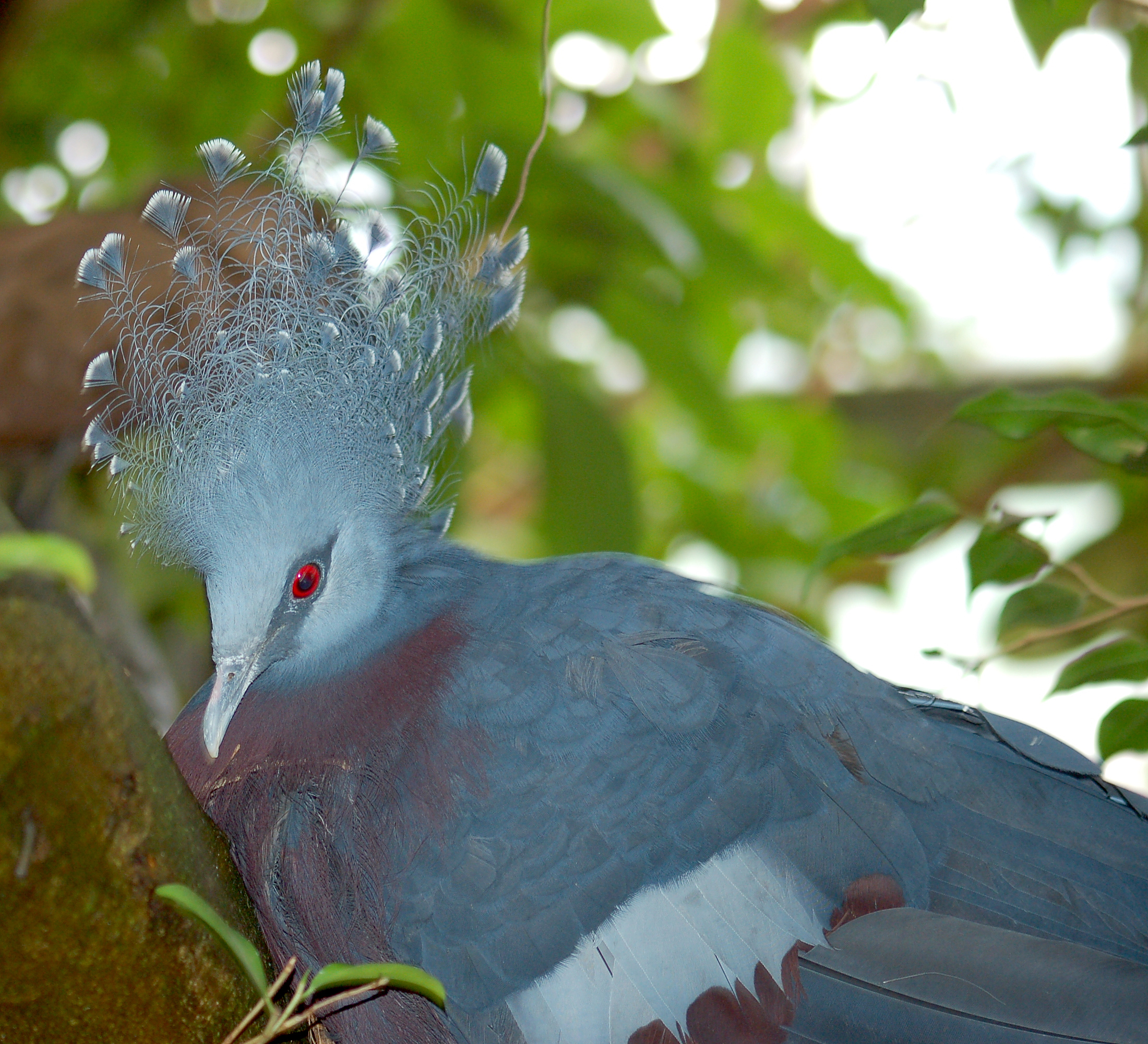
Korunáč vějířový
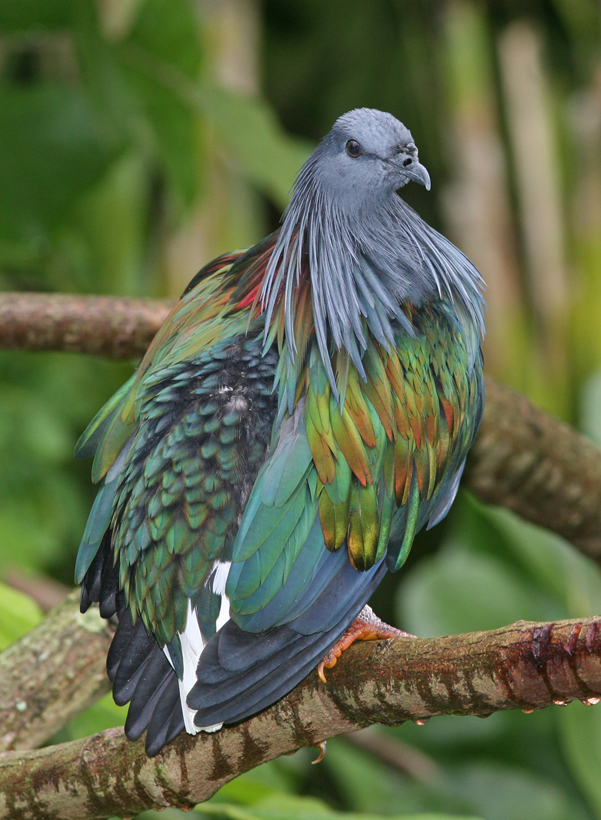
Holub nikobarský
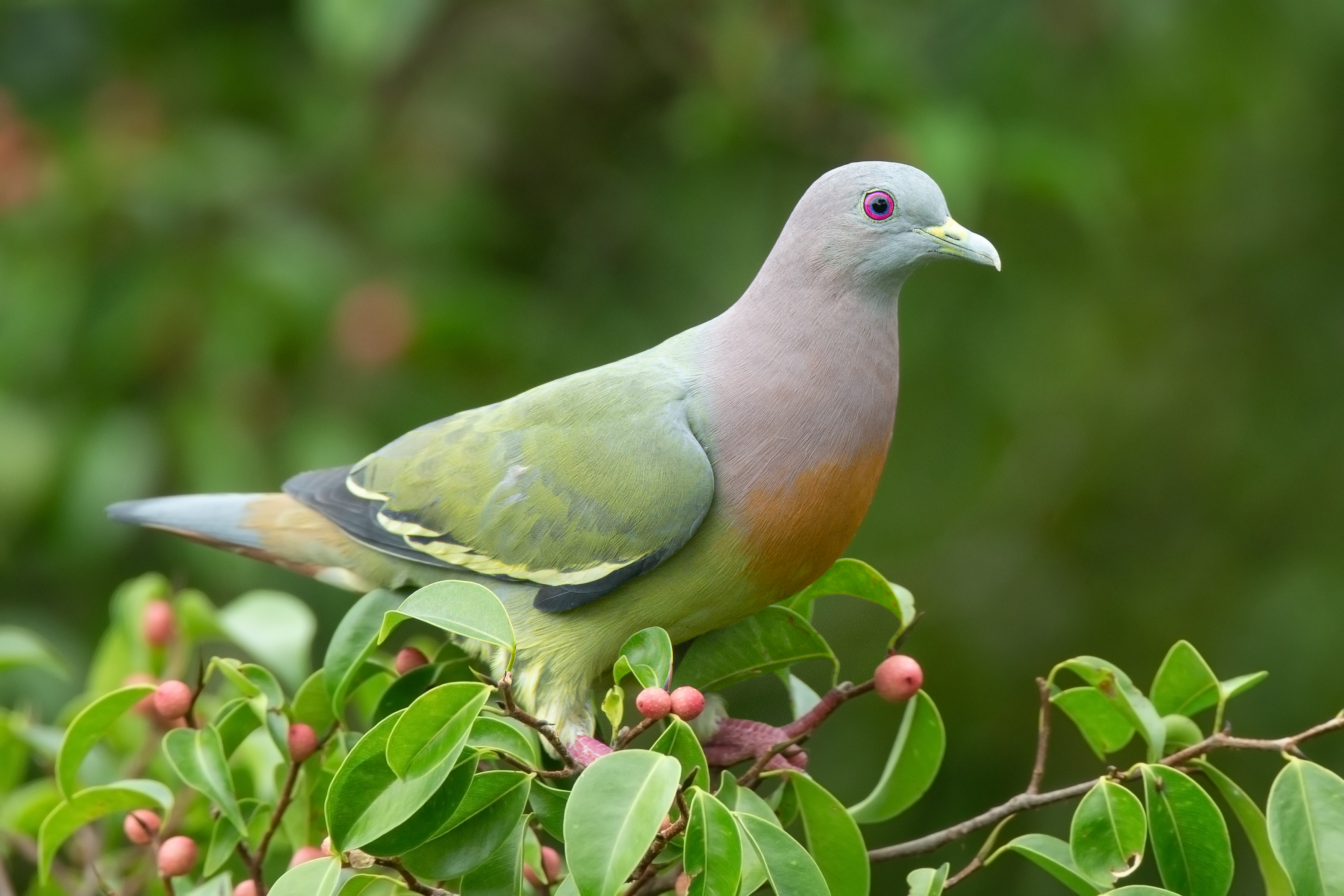
Holub papouščí
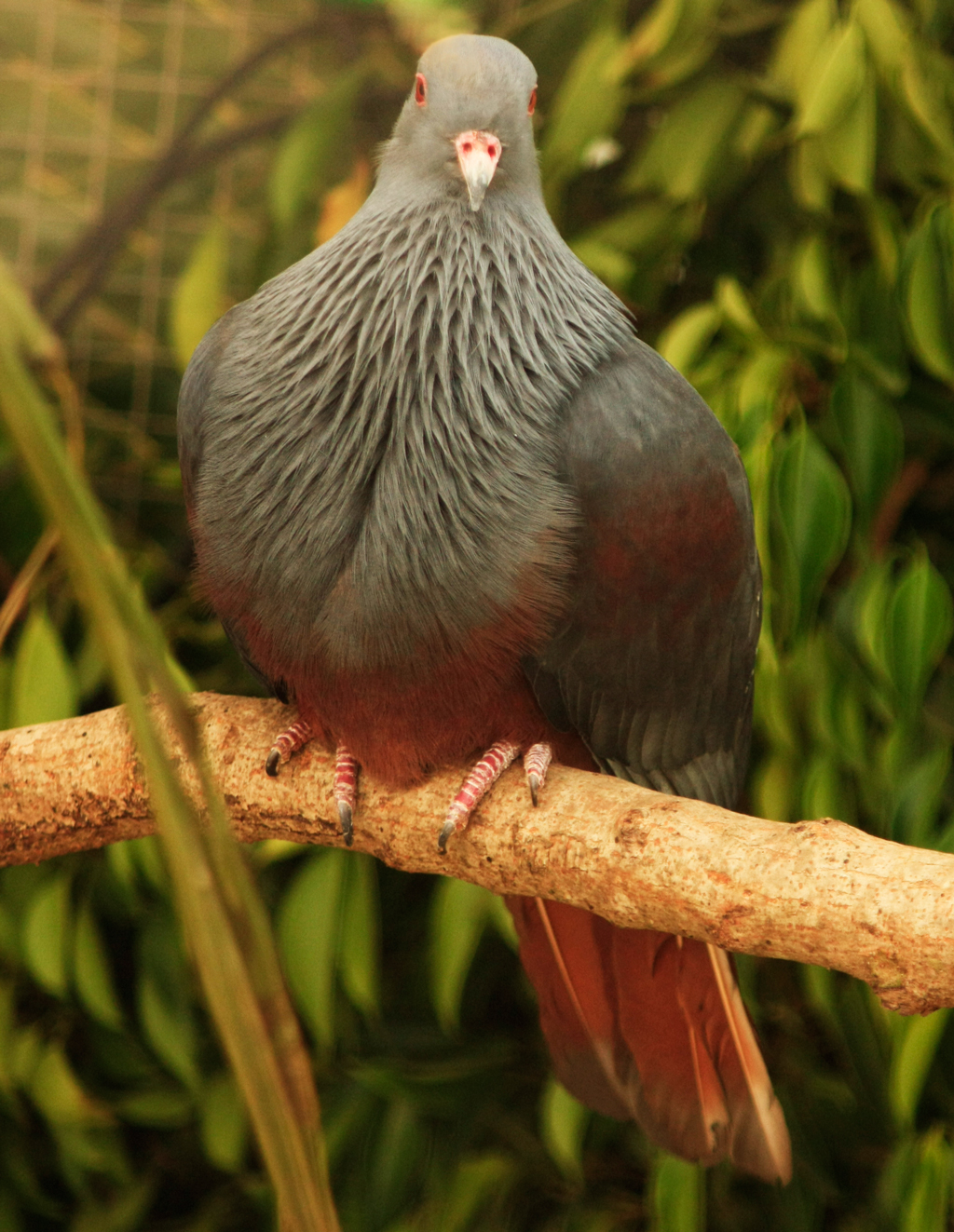
Holub goliáš
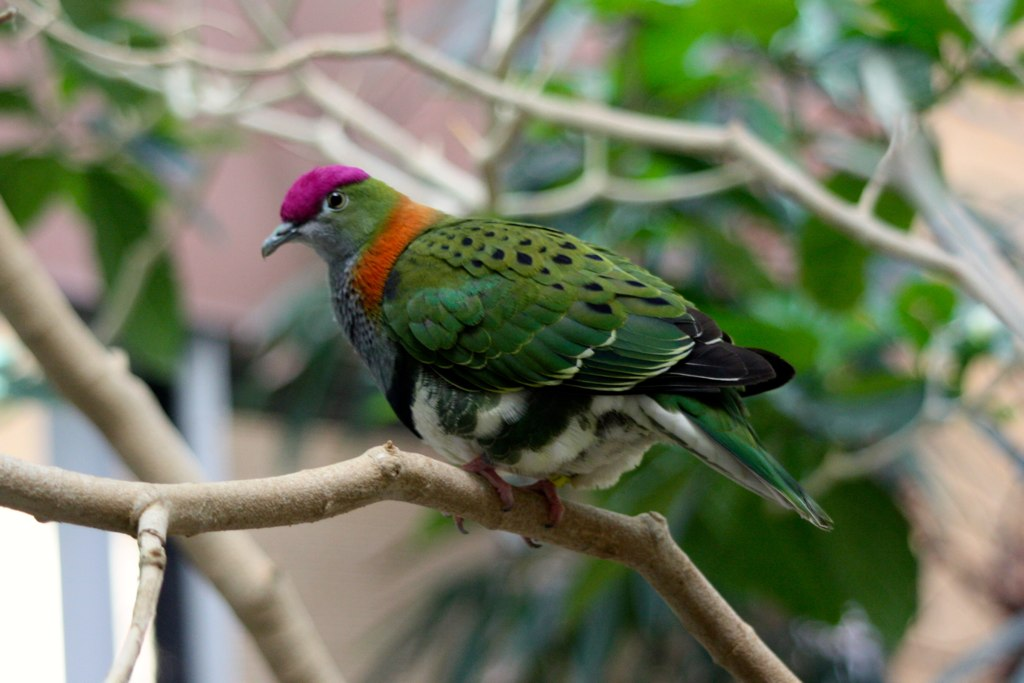
Holub nádherný
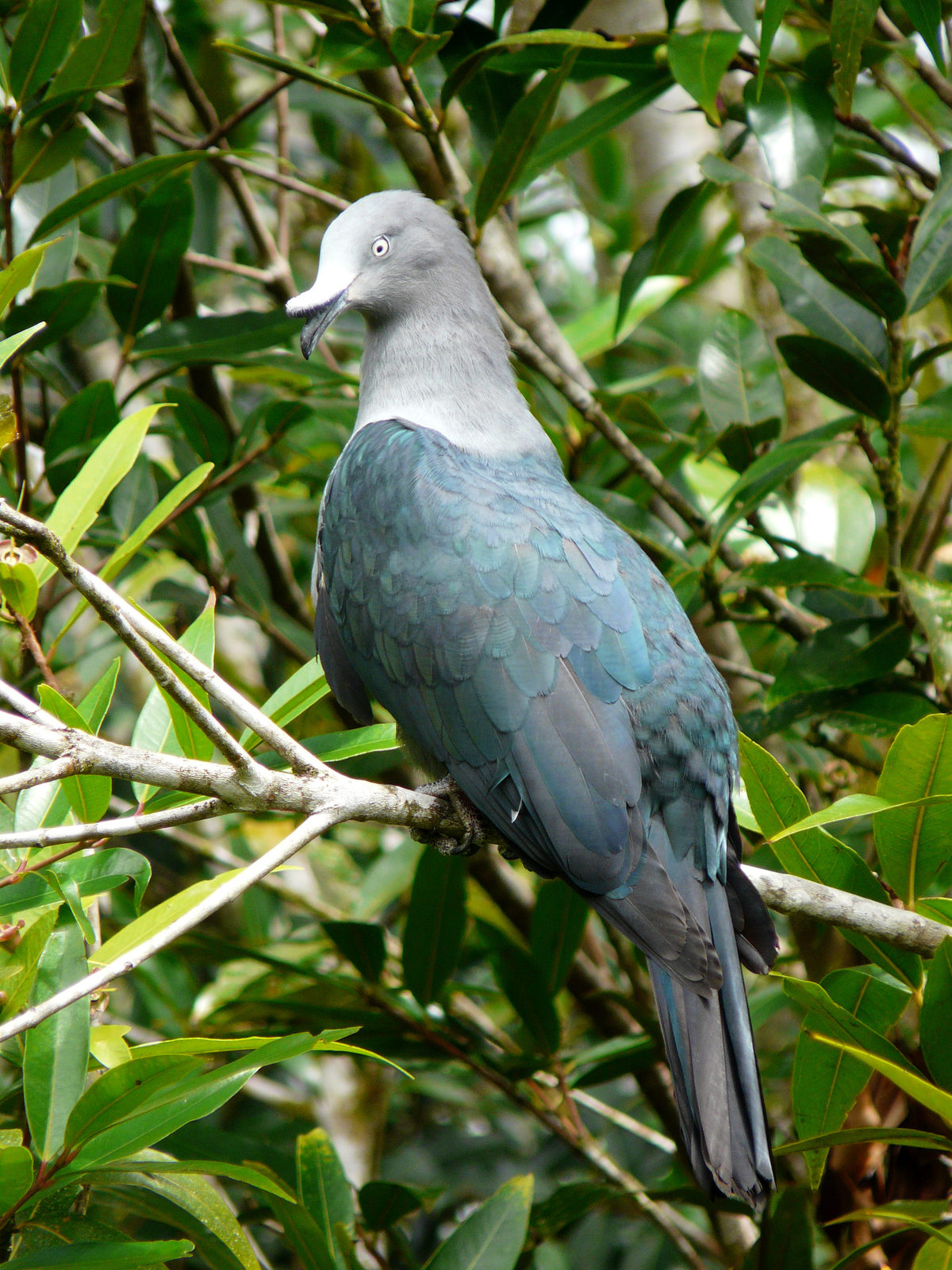
Holub nukuhivský
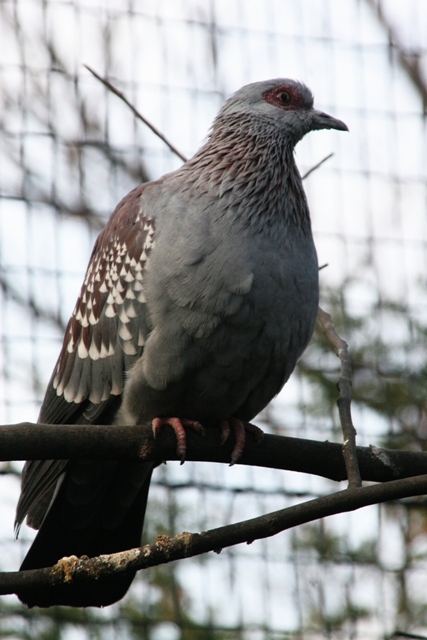
Holub skvrnitý
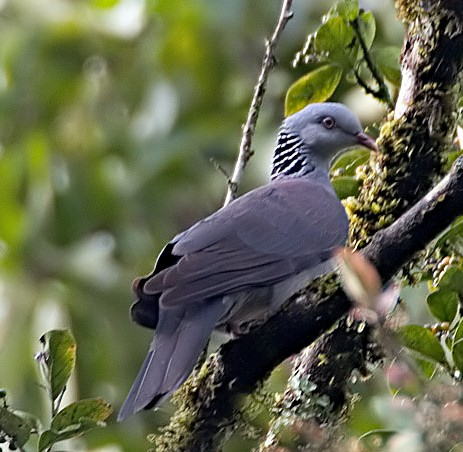
Holub nilgirský
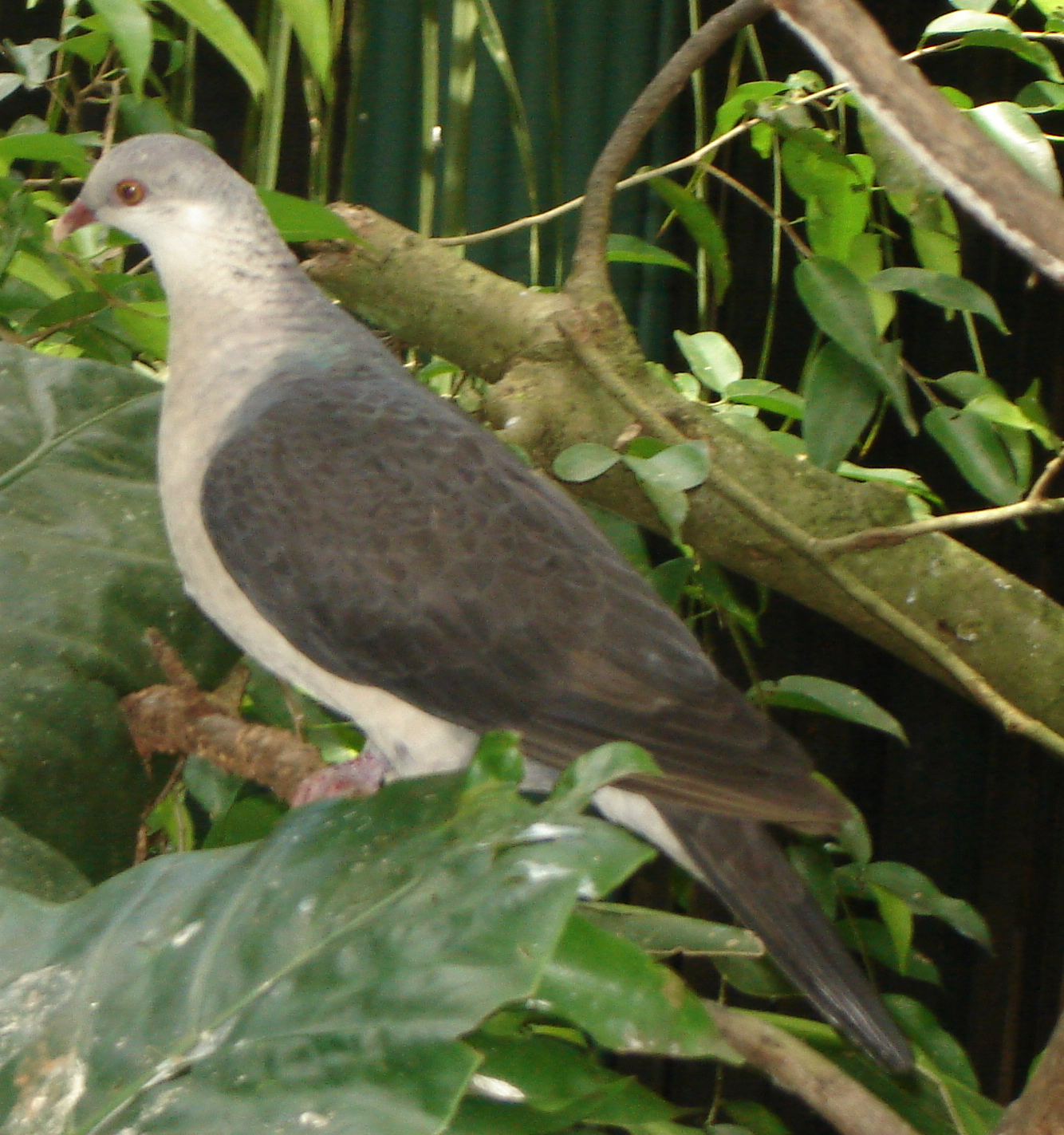
Holub běloprsý
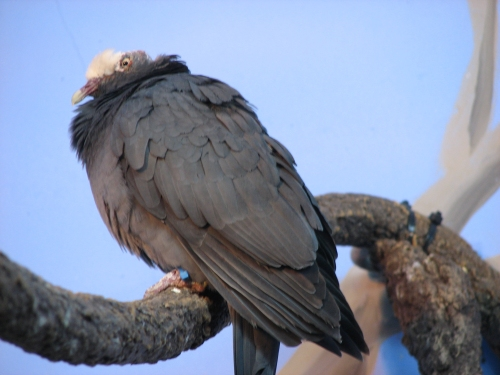
Holub antilský
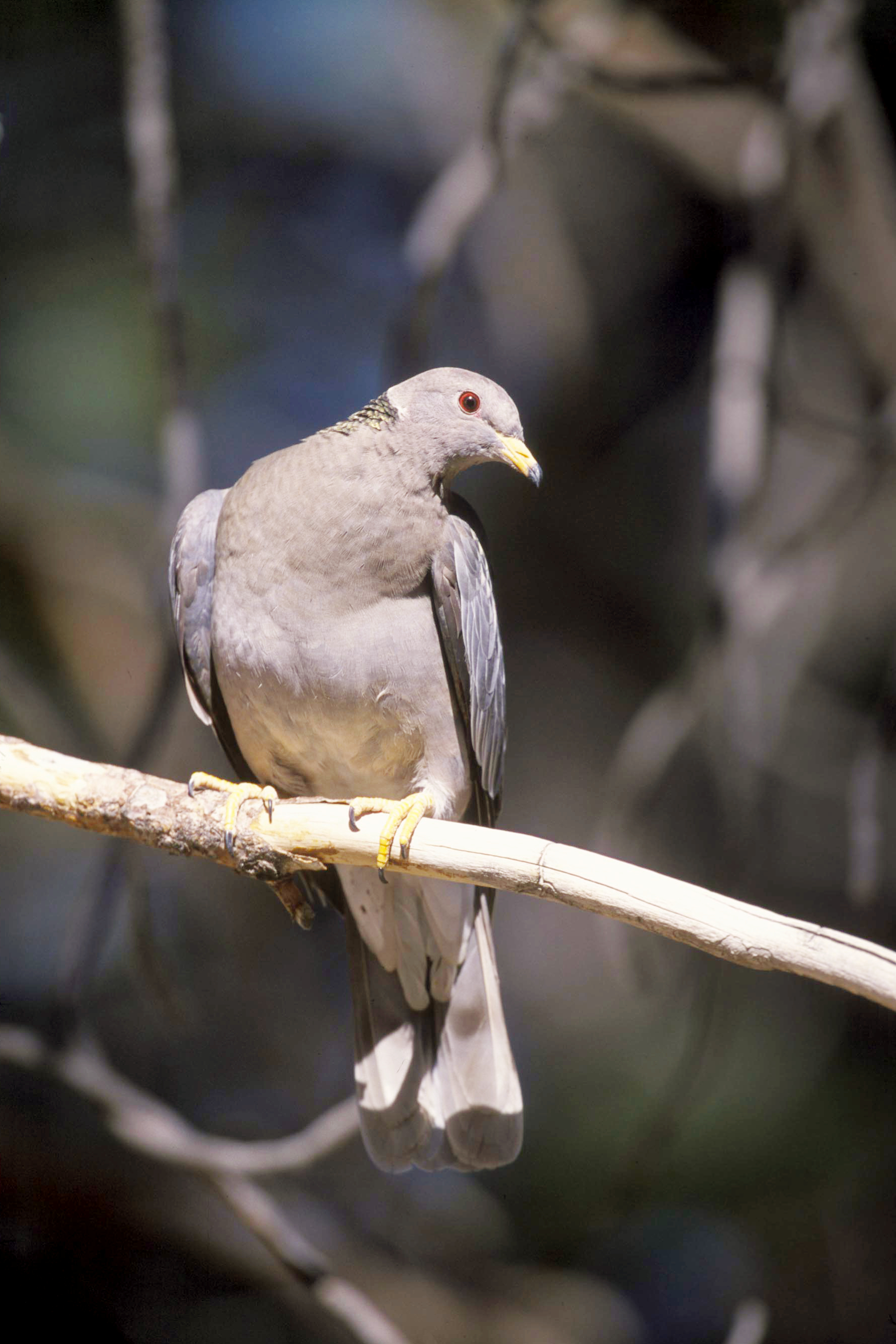
Holub pruhoocasý
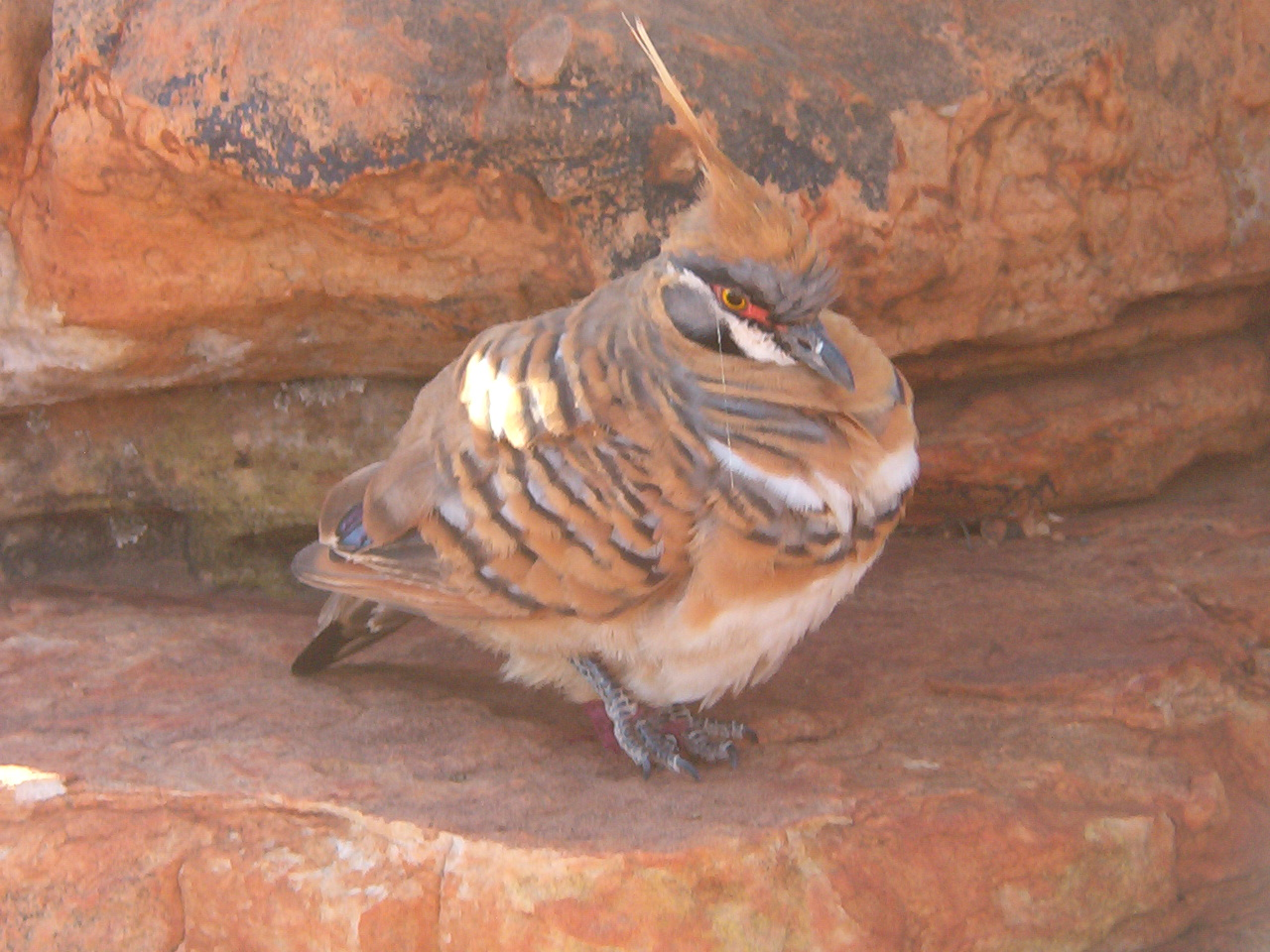
Holub křepelčí
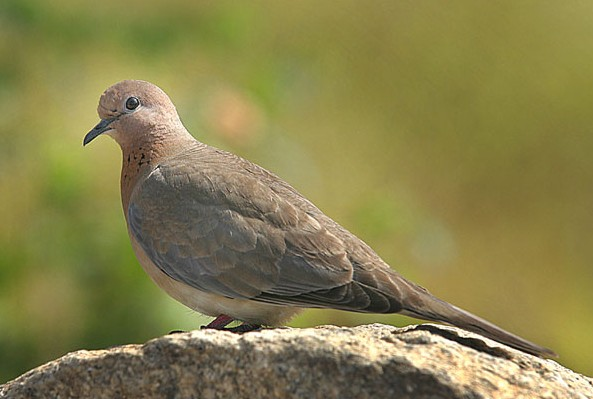
Hrdlička senegalská
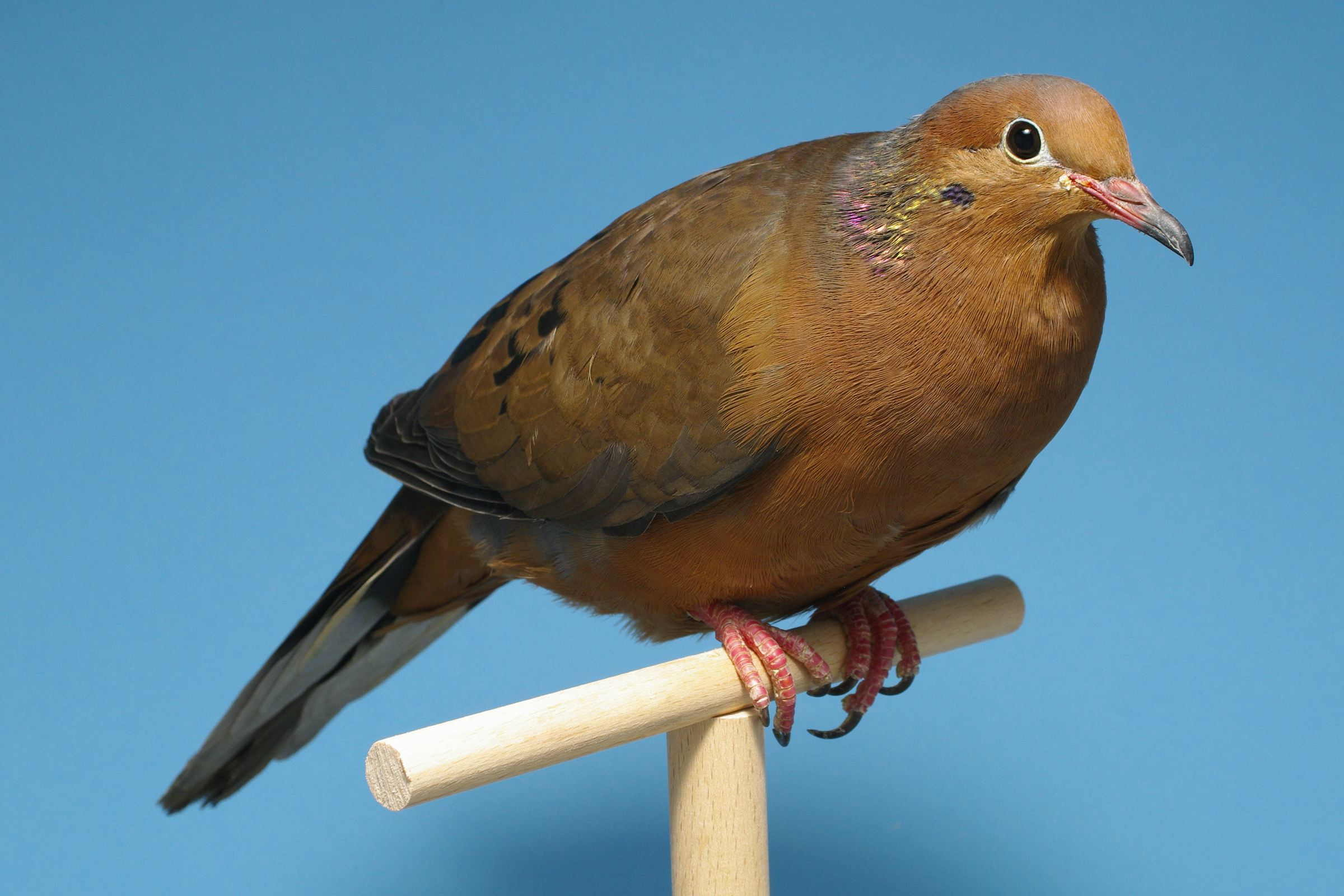
Hrdlička sokorská
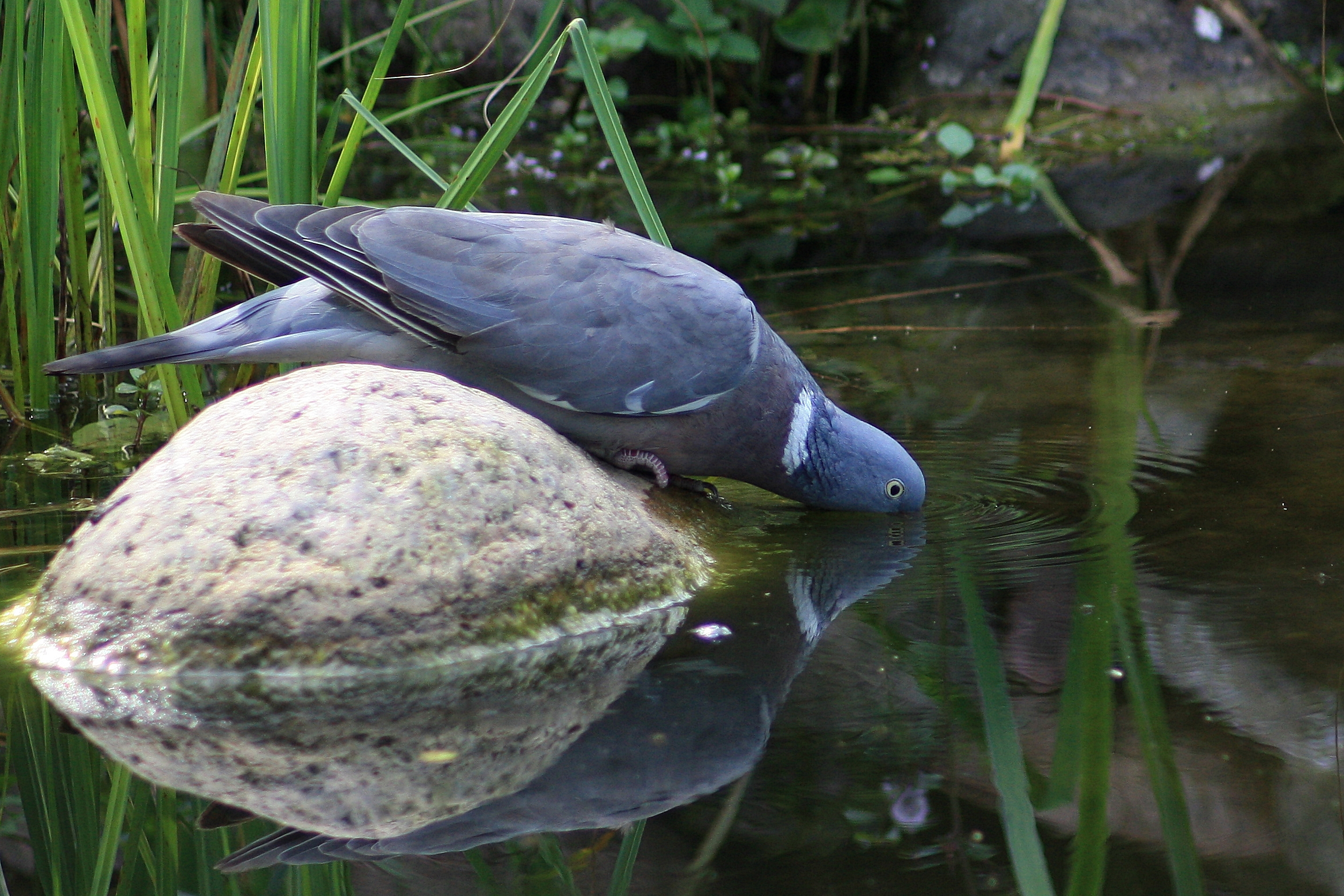
Jako všichni holubi umí i holub hřivnáč při pití nasávat vodu